# Hailey (Idaho)
Hailey település az Amerikai Egyesült Államok Idaho államában, Blaine megyében, melynek megyeszékhelye is. Lakosainak száma 9161 fő (2020. április 1.).

## Népesség
A település népességének változása:

| 2010 | 7 960 |
| 2020 | 9 161 |